# Friedrich Wilhelm Valentin Schmidt
Friedrich Wilhelm Valentin Schmidt (* 16. September 1787 in Berlin; † 12. Oktober 1831 ebenda) war ein deutscher Bibliothekar, Anglist, Romanist und Komparatist.

## Leben und Werk
Schmidt war der Sohn von Valentin Heinrich Schmidt (1756–1838), Direktor des Köllnischen Gymnasiums in Berlin. Er studierte von 1806 bis 1809 Theologie, zunächst an der Universität Halle. Am 4. März 1807 immatrikulierte er sich an der Universität Jena. Dann war er Gymnasiallehrer in Berlin. 1819 habilitierte er sich an der Universität Berlin mit der Arbeit Ueber die Kirchentrennung von England. Schauspiel des Don Pedro Calderon de la Barca. Uebersicht des Inhalts, mit beurtheilenden Andeutungen über Hülfsmittel, Ausgaben, Uebersetzungen, Nachahmungen, Litteratoren, Sprache, Zeitfolge und Quellen der Werke des Calderon (Berlin 1819) und war dort ab 1821 außerordentlicher Professor für Literaturgeschichte, ferner ab 1822 Direktor der Königlichen Bibliothek.
Valentin Schmidt war der Vater von Leopold Schmidt.

## Weitere Werke
- (Übersetzer aus dem Lateinischen) Benedikt von Spinoza’s Ethik nebst den Briefen, welche sich auf die Gegenstände der Ethik beziehen, Berlin 1812.
- (Hrsg.) Die Märchen des Straparola, Berlin 1817.
- Beyträge zur Geschichte der romantischen Poesie, Berlin 1818.
- (Hrsg.) Sammlung französischer Schriftstellen aus dem neunzehnten bis in das dreizehnte Jahrhundert zurück. Nebst einem Wörterbuch für die verschollenen alten Wörter; besonders in Beziehung auf den Zusammenhang der neueren Sprachen unter sich, und mit der lateinischen, ihrer Muttersprache. Für den gelehrten Unterricht, Berlin 1818.
- (Übersetzer aus dem Englischen) Thomas Dekker, Fortunatus und seine Söhne. Eine Zauber-Tragödie, aufgeführt im Jahr 1600 vor der Königin Elisabeth; mit einem Anhang ähnlicher Märchen, Berlin 1819.
- (Hrsg.) Rolands Abentheuer in hundert romantischen Bildern. Nach dem Italiänischen des Grafen Matteo Maria Boiardo bearbeitet von Benedikte Naubert, 3 Bde., Berlin 1819–1820.
- Über die italiänischen Helden-Gedichte aus dem Sagenkreis Karls des Großen, Berlin/Leipzig 1820 (französisch: Les romans en prose des cycles de la Table ronde et de Charlemagne, St. Omer 1845).
- Über die Divina Commedia des Dante Alighieri, Berlin 1823 (Gymnasium zum grauen Kloster, Schulprogramm)
- Balladen und Romanzen der deutschen Dichter Bürger, Stollberg und Schiller. Erläutert und auf ihre Quellen zurückgeführt, Berlin 1827.
- (Hrsg.) Petri Alfonsi Disciplina clericalis. Ein Beitrag zur Geschichte der romantischen Litteratur, Berlin 1827.
- Die Schauspiele Calderon’s dargestellt und erläutert, aus gedruckten und ungedruckten Papieren des Verfassers zusammengesetzt, ergänzt und hrsg. von Leopold Schmidt, Elberfeld 1857, Vaduz 1988.